# Willow Springs (Missouri)
Willow Springs è un comune degli Stati Uniti d'America, situato nello Stato del Missouri, nella contea di Howell.